# حفاظ تاريخي

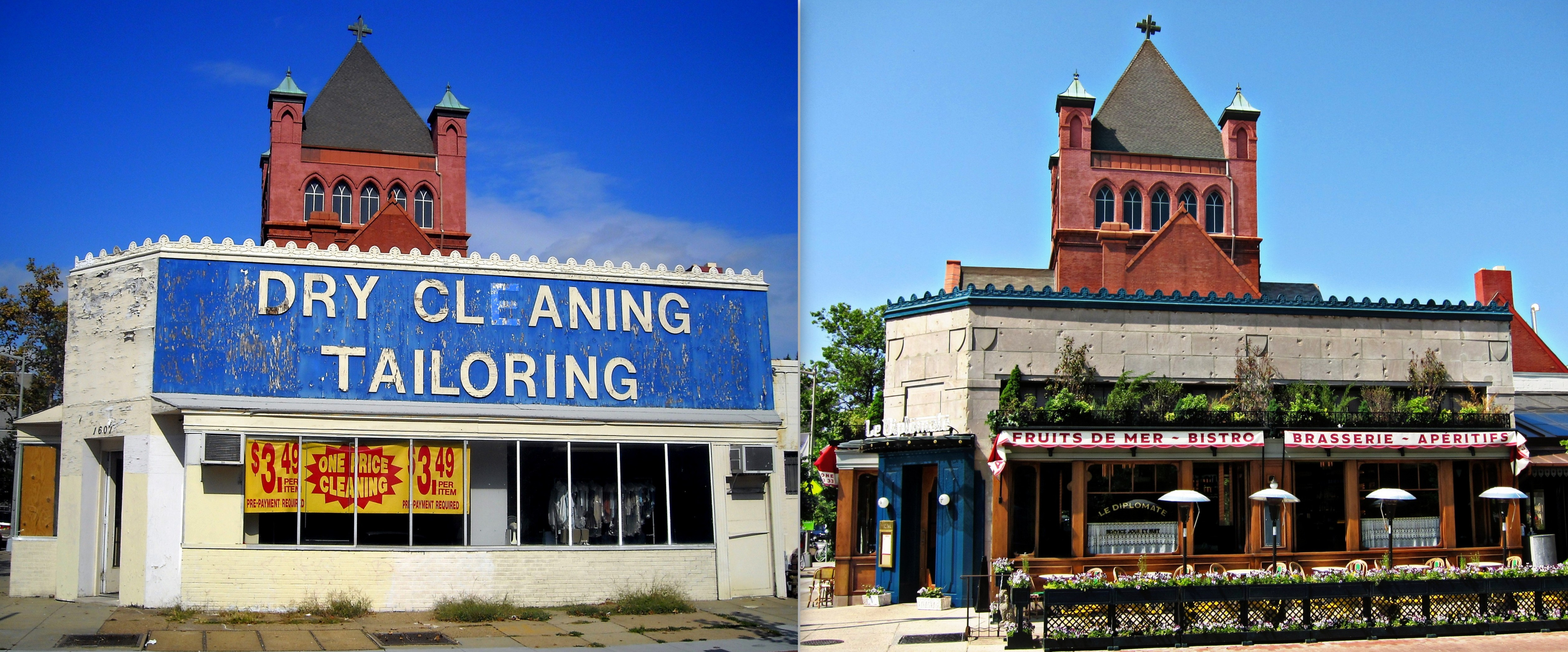
أدى الحفاظ على هذا المبنى التاريخي في واشنطن إلى حصوله على جائزة التميز في الحفاظ التاريخي من قبل الحكومة المحلية.

الحفاظ التاريخي أو الحفاظ التراثي ويُطلق عليه أيضًا حفاظ المواقع التاريخية هو مسعى يسعى إلى الحفاظ على المباني أو الأشياء أو المناظر الطبيعيّة أو غيرها من الأعمال ذات الأهميّة التاريخيّة وصيانتها وحمايتها من خلال بعض التدخّلات. كما تُعتبر قرارات توقيت وكيفيّة المشاركة في هذه التدخّلات أمرًا حاسمًا من أجل ترميم وحفاظ الإرث الثقافي في نهاية المطاف.
يشير هذا المصطلح بالتحديد إلى الحفاظ على البيئة المبنيّة، وليس للحفاظ على الغابات البدائيّة أو مناطق الحياة البريّة. كما أنه هناك عدة طرق للحماية تنبع من وجهات نظر عالميّة مختلفة وأشكال مختلفة للإشارة إلى دور البناء في النسيج الحضري أو الموقع الذي يقع فيه، ودور جزئيّة المبنى في التراث التاريخي وتصميمه وخصائصه الجماليّة.
الحفاظ التاريخي Historic preservation
ليلاف محمد حج علي Lilav Mohammad Haj Ali
https://en.wikipedia.org/wiki/Historic_preservation

## خلفية تاريخية

### إنجلترا
في إنجلترا، كانت الاهتمامات الأثرية سعيًا شائعًا مألوفًا منذ منتصف القرن السابع عشر، وتطورت جنبًا إلى جنب مع ازدياد الفضول العلمي. غالبًا ما كان زملاء الجمعية الملكية أيضًا زملاء في جمعية الآثار.
تضررت العديد من المواقع التاريخية عندما بدأت السكك الحديدية بالانتشار عبر المملكة المتحدة؛ بما في ذلك مستشفى ترينيتي وكنيستها في إدنبره ودير فورنيس وقلعة بيرويك ونورثامبتون وجدران يورك وتشستر ونيوكاسل القديمة. في عام 1833، أصبحت قلعة بيرخامستيد أول موقع تاريخي في إنجلترا محميًا رسميًا بموجب القانون بموجب قوانين لندن وبرمنغهام للسكك الحديدية لعام 1833-1837، رغم أن خط السكك الحديدية الجديد في عام 1834 هدم بوابة القلعة وأعمال الحفر الخارجية إلى الجنوب.
وقع حدث آخر للحفاظ المبكر أيضًا في بيرخامستيد. في عام 1866، حاول اللورد براونلو الذي عاش في آشريدج، إرفاق عامية بيرخامستيد باستخدام أسوار فولاذية بطول 2 متر في محاولة للمطالبة بها كجزء من ممتلكاته. في إنجلترا منذ العصور الأنجلو ساكسونية المبكرة، كانت الأرض المشتركة مساحة من الأرض يمكن للمجتمع المحلي استخدامها كمورد. عبر إنجلترا بين عامي 1660 و1845، أرفِق 7 ملايين فدان من الأراضي المشتركة من قبل أصحاب الأراضي الخاصة عن طريق تقديم طلب إلى البرلمان. في ليلة السادس من مارس 1866، قاد النائب أوغسطس سميث عصابات من الرجال المحليين والمستأجرين من إيست إند في لندن في عمل مباشر لكسر الأسوار المغلقة وحماية عامية بيرخامستيد من أجل أهل بيرخامستيد فيما أصبح معروفًا على الصعيد الوطني باسم معركة بيرخامستيد. في عام 1870، نجح السير روبرت هانتر (المؤسس المشارك لاحقًا للصندوق الوطني للتراث في عام 1895) وجمعية الحفاظ على المشاع في الإجراءات القانونية التي ضمنت حماية عامية بيرخامستيد والأماكن المفتوحة الأخرى المهددة بالاستيلاء. في عام 1926 وضع الصندوق الوطني للتراث يده على المشاع.
بحلول منتصف القرن التاسع عشر، دُمر الكثير من التراث الثقافي غير المحمي البريطاني ببطء. حتى علماء الآثار ذوي النوايا الحسنة مثل ويليام غرينويل حفروا مواقع دون أي محاولة تقريبًا للحفاظ عليها، تعرض ستونهنغ لتهديد متزايد بحلول سبعينيات القرن التاسع عشر. كان السياح يقطعون أجزاء من الحجارة أو يحفرون الأحرف الأولى من أساميهم في الصخر. قرر أصحاب النصب الخاص بيع الأرض للسكك الحديدية في لندن والجنوب الغربي لأن النصب التذكاري لم يكن يستخدمه أي شخص الآن. برز جون لوبوك، عضو البرلمان وعالم النبات كبطل للتراث الوطني للبلاد. في عام 1872، اشترى شخصيًا أرض خاصة تضم آثارًا قديمة في أفيبري وسيلبيري هيل وأماكن أخرى، من المالكين الذين هددوا بإخلائهم لإفساح المجال لإسكانهم. وسرعان ما بدأ حملة في البرلمان من أجل تشريع لحماية الآثار من الدمار. أدى هذا أخيرًا إلى إنجاز الحدث التشريعي الهام في ظل الحكومة الليبرالية لوليام غلادستون بقانون حماية الآثار القديمة 1882. كان أول مفتش حكومي عين لهذه الوظيفة هو عالم الآثار أوغستوس بيت ريفرز. اعتبرت العناصر السياسية المحافظة هذا التشريع بمثابة اعتداء خطير على حقوق الملكية الفردية للمالك، وبالتالي، لم يكن للمفتش إلا سلطة تحديد المعالم المهددة بالانقراض وعرض شرائها من المالك بموافقته. غطى القانون المعالم الأثرية فقط ولم يغط بشكل صريح المباني أو الهياكل التاريخية. في عام 1877، أسست جمعية حماية المباني القديمة من قبل مصمم الفنون والحرف اليدوية ويليام موريس لمنع تدمير المباني التاريخية، تلاها تأسيس الصندوق الوطني للتراث عام 1895 الذي اشترى العقارات من أصحابها للحفاظ عليها.
أعطى قانون حماية الآثار القديمة 1882 الحماية القانونية للمواقع ما قبل التاريخية فقط، مثل المدافن القديمة. نفذ قانون حماية الآثار القديمة لعام 1900 هذا الأمر من خلال تمكين مفوضي العمل الحكوميين ومجالس المقاطعات المحلية لحماية مجموعة أوسع من الممتلكات. أجريت المزيد من التحديثات عام 1910.
طُرح كل من قلعة تاترشال، ولينكولنشاير، ومنزل مانور من القرون الوسطى للبيع عام 1910 بأعظم كنوزه، والمواقد الضخمة من العصور الوسطى، التي بقيت سليمة. ومع ذلك، عندما اشترى أمريكي المنزل، فُرِّغ وعُبئت ممتلكاته للشحن. غضب النائب الملكي السابق على الهند، جورج كرزون، الماركيز الأول، من هذا التدمير الثقافي وتدخل لإعادة شراء القلعة وإعادة تثبيت المواقد. بعد مطاردة وطنية لهم، عُثر عليهم أخيرًا في لندن وأعادوا ما أخذوه. أعاد الأمريكي ممتلكات القلعة وتركها للصندوق الوطني للتراث عند وفاته عام 1925. أثرت تجربته في تاتيرشال على اللورد كرزون للضغط من أجل قوانين أكثر صرامة لحماية التراث في بريطانيا، والتي شهدت تمرير قانون تعديل الآثار القديمة وتعديلاته عام 1913.
تضمن الصرح الجديد إنشاء مجلس الآثار القديمة للإشراف على حماية هذه الآثار. مُنحت السلطة لمجلس الإدارة، بموافقة البرلمان، لإصدار أوامر حفظ لحماية الآثار، وتوسيع الحق العام في الوصول إليها. وُسِع مصطلح النصب التذكاري ليشمل الأراضي المحيطة به، ما يسمح بحماية المناظر الطبيعية الأوسع.

### الصندوق الوطني للتراث
أسِس الصندوق الوطني للتراث عام 1894 من قبل أوكتافيا هيل، والسير روبرت هانتر، وهاردويك كانون راونسلي كأول منظمة من نوعها في العالم. الغرض الرسمي منه هو:
«الحفاظ على ممتلكات الأمة من الأراضي والمساكن (بما في ذلك المباني) ذات الجمال أو المصلحة التاريخية، فيما يتعلق بالأراضي، للحفاظ على جانبها الطبيعي وخصائصها وحياتها الحيوانية والنباتية. وكذلك الحفاظ على الأثاث والصور والأشكال من أي صنف والتي لها مصلحة وطنية وتاريخية أو فنية».
في الأيام الأولى، كان الصندوق مهتمًا بشكل أساسي بحماية المساحات المفتوحة ومجموعة متنوعة من المباني المهددة؛ كان أول منزل للصندوق هو منزل ألفيرستون كليرغي وأول محمية طبيعية هي ويكن فين، أول نصب أثري لها كان وايت بارو. رُكز على المنازل والحدائق الريفية، التي تشكل الآن غالبية عقاراتها الأكثر زيارة، في منتصف القرن العشرين، عندما أدرِك أن المالكين الخاصين للعديد من هذه العقارات لم يعودوا قادرين على تحمل تكاليف صيانتها.
اتخذ قانون تخطيط المدن والريف لعام 1944 وقانون تخطيط المدن والريف لعام 1990 خطوات نحو الحفاظ على التاريخ على نطاق غير مسبوق. ظهرت مخاوف من هدم المباني التاريخية في مؤسسات مثل مجموعة الضغط المسماة جمعية الحفاظ على المباني التاريخية، التي استأنفت ضد الهدم والإهمال على أساس كل حالة على حدة.

### هيئة التراث الإنجليزي
تشكلت هيئة التراث الإنجليزي عام 1983، وهي مؤسسة خيرية مسجلة ترعى مجموعة التراث الوطني في إنجلترا. يشمل التراث الوطني أكثر من 400 من المباني والآثار والمواقع التاريخية في إنجلترا التي تمتد لأكثر من خمسة آلاف سنة من التاريخ. ضمن محفظة الهيئة ستونهنغ وقلعة دوفر وقلعة تينتاجيل وأفضل الأجزاء المحفوظة من جدار هادريان.
في الأصل كان هيئة التراث الإنجليزي هو الاسم التشغيلي لهيئة عامة تنفيذية غير إدارية تابعة للحكومة البريطانية، باسم رسمي هو لجنة المباني التاريخية والمعالم لإنجلترا التي تدير النظام الوطني لحماية التراث وإدارة مجموعة من الممتلكات التاريخية. أنشئ للجمع بين أدوار الهيئات القائمة التي انبثقت من فترة طويلة من مشاركة الدولة في حماية التراث. في عام 1999، اندمجت المنظمة مع اللجنة الملكية للآثار التاريخية في إنجلترا وسجل الآثار الوطنية، إذ جمعت الموارد اللازمة لتحديد البيئة التاريخية لإنجلترا ومسحها. في الأول من أبريل 2015، قُسمت هيئة التراث الإنجليزي إلى قسمين: إنجلترا التاريخية، التي ورثت الوظائف القانونية والحماية للمنظمة القديمة، وصندوق التراث الإنجليزي الجديد، وهي مؤسسة خيرية من شأنها تشغيل الممتلكات التاريخية، والتي أخذ اسم وشعار هيئة التراث الإنجليزي. منحت الحكومة البريطانية المؤسسة الخيرية الجديدة 80 مليون جنيه إسترليني للمساعدة في تأسيسها كصندوق مستقل، رغم أن الممتلكات التاريخية ظلت في ملكية الدولة.

### الولايات المتحدة
في الولايات المتحدة، تمثلت إحدى أولى جهود الحفاظ التاريخي في الموقع التاريخي لمقر ولاية واشنطن، في نيوبورغ، نيويورك. تميز هذا العقار بكونه أول عقار على الإطلاق يُعين ويُشغل كموقع تاريخي من قبل ولاية أمريكية، وذلك منذ عام 1850.
من أحد مشاريع الحفاظ التاريخي المبكرة الأخرى مشروع جورج واشنطن للحفاظ على ماونت فيرنون في عام 1858. تأسست جمعية الحفاظ على فيرجينيا عام 1889، ووقع مقرها في ريتشموند، فرجينيا (عُرفت سابقًا باسم جمعية الحفاظ على آثار فيرجينيا)، وكانت أول مجموعة حفاظ تاريخي على مستوى الولايات المتحدة. تشكلت الجمعية الأمريكية للحفاظ على المناظر الطبيعية والتاريخية في عام 1895 كأول منظمة أمريكية من نوعها في الولايات المتحدة لم تحصر أنشطتها في مكان أو موضوع تاريخي واحد. عملت الجمعية كمنظمة وطنية من أجل: حماية المناظر الطبيعية والحفاظ على المعالم التاريخية والحفاظ على معالم وسجلات الماضي أو الحاضر وإقامة النصب التذكارية والترويج لتقدير الجمال الخلاب لأمريكا.
كان تشارلز إي بيترسون شخصية مؤثرة في منتصف القرن العشرين في إنشاء مسح المباني الأمريكية التاريخية (إتش أيه بي إس)، إذ أوصى بإنشاء حديقة الاستقلال التاريخية الوطنية، وساعد في أول برنامج للحصول على درجة الدراسات العليا في الحفاظ التاريخي في الولايات المتحدة في كولومبيا، وعمل مؤلفًا أيضًا. مثلت شركة سيمونز ولافام المعمارية (ألبيرت سيمونز وصامويل لافام) داعمًا مؤثرًا لأول قانون حفاظ تاريخي للأمة في تشارلستون بولاية ساوث كارولينا في عام 1930، ما وفر لتلك المدينة وسيلة تنظيمية لمنع تدمير رصيدها من المباني التاريخية. في عام 1925، أدت الجهود المبذولة للحفاظ على المباني التاريخية للحي الفرنسي في نيو أورليانز إلى إنشاء لجنة فيو كاريه (الساحة القديمة)، وأدت لاحقًا إلى إقرار قانون الحفاظ التاريخي.
بدأ الصندوق الوطني الأمريكي للحفاظ التاريخي، وهو منظمة أخرى غير ربحية ذات تمويل خاص، في عام 1949 بعدد قليل من الهياكل وطور أهدافًا توفر «القيادة والتعليم والدعوة والموارد اللازمة لإنقاذ الأماكن التاريخية المتنوعة في أمريكا وتنشيط مجتمعاتنا» وفقًا لبيان مهمة الصندوق. في عام 1951، تولى الصندوق مسؤولية ملكية معرضها الأول، وكان مزرعة وودلون في شمال فيرجينيا. أصبح ثمانية وعشرون موقعًا في المجمل تابعًا للصندوق الوطني، ومثلت المواقع التنوع الثقافي للتاريخ الأمريكي. في مدينة نيويورك، صدم تدمير محطة بنسلفانيا في عام 1964 الكثيرين في جميع أنحاء البلاد وبدأوا بدعم الحفاظ. أثبتت ستينيات القرن الماضي فائدتها من خلال القوانين الجديدة والاتفاقيات الدولية التي وسعت نطاق الحفاظ «من الآثار القديمة إلى مناطق ومبانٍ بأكملها عمرها بضعة عقود». على المستوى الدولي، تأسس الصندوق العالمي للآثار ومقره نيويورك في عام 1965 للحفاظ على المواقع التاريخية في جميع أنحاء العالم.
تحت إشراف جيمس مارستون فيتش، بدأ برنامج الحفاظ التاريخي الأول من الدرجة المتقدمة في جامعة كولومبيا في عام 1964. أصبح البرنامج النموذج الذي أُنشأت على أساسه معظم برامج الماجستير الأخرى في الحفاظ التاريخي. كان من المقرر اتباع العديد من البرامج الأخرى قبل عام 1980، كان ماجستير الآداب في تخطيط الحفاظ من جامعة كورنيل (1975) وماجستير العلوم في الحفاظ التاريخي من جامعة فيرمونت (1975) وماجستير العلوم في دراسات الحفاظ التاريخي من جامعة بوسطن (1976)؛ وماجستير العلوم في الحفاظ التاريخي من جامعة ميشيغان الشرقية (1979) وماجستير الفنون الجميلة في الحفاظ التاريخي أحد البرامج الأصلية في كلية سافانا للفنون والتصميم. قدم جيمس مارستون فيتش أيضًا التوجيه والدعم لتأسيس درجة الماجستير في دراسات الحفاظ داخل مدرسة تولين للهندسة المعمارية في عام 1996. بدأ برنامج درجة ماجستير العلوم في الحفاظ على المباني في كلية الهندسة المعمارية في معهد رينسيلار للعلوم التطبيقية في تروي، نيويورك. في عام 2005، أنشأت جامعة كليمسون وكلية تشارلستون برنامج درجة ماجستير في تشارلستون، ساوث كارولينا. ظهرت برامج البكالوريوس الأولى في عام 1977 في كلية غوتشر وجامعة روجر ويليامز (التي كانت تسمى آنذاك كلية روجر ويليامز)، تلتها كلية ماري واشنطن في عام 1979. اعتبارًا من عام 2013، تواجد أكثر من خمسين برنامجًا للحفاظ التاريخي يقدم شهادات وزمالة وبكالوريوس وماجستير في الولايات المتحدة. بتوجيه من جورج أوتيرو بايلوس، أُسست أول درجة دكتوراه في الحفاظ التاريخي في الولايات المتحدة في كلية كولومبيا للدراسات العليا للهندسة المعمارية والتخطيط والحفاظ في عام 2018.

## وصلات خارجية
- نظرة على الحفاظ التاريخي في الولايات المتحدة نسخة محفوظة 27 يناير 2016 على موقع واي باك مشين. (بالإنجليزية)
- قوانين علم الآثار: دليل للمتخصصين (خدمة المتنزه الوطني) (بالإنجليزية)
- معايير وقواعد إرشادية للحفاظ على المواقع التاريخية في كندا (بالإنجليزية)
- معايير وقواعد إرشادية للحفاظ على المواقع التاريخية في الولايات المتحدة (بالإنجليزية)